# Teoréma (film)
A Teoréma (Teorema) 1968-ban készült színes, olasz filmdráma. Pier Paolo Pasolini egyik legismertebb és legjelentősebb alkotása a bemutató idején nagy botrányt kavart Olaszországban. A rendező így foglalta össze műve lényegét: „A Teoréma Isten létének botrányos demonstrációja.” Mivel a filmben feltűnően kevés a beszéd, a szavaknak jelentős súlyuk van. A nyomasztó hangulatot főleg a zene és a költői képek kölcsönhatása teremti meg. A film mozaikos szerkesztésű, nincsen pontosan meghatározva az egyes történések között eltelt idő.

## A cselekmény
|  | Alább a cselekmény részletei következnek! |

A helyszín Milánó, az ipari város. Egy televíziós stáb a munkásokat kérdezgeti az utcán a tulajdonviszonyokról és a társadalmi osztályokról. Az interjúk végkövetkeztetése, hogy az osztályhelyzetet nem lehet levetkőzni, s aki burzsoának született, az is marad, még ha meg is szabadul azoktól a tulajdonaitól, amelyek társadalmi helyzetét szimbolizálják. A film tulajdonképpeni története részben ezt a feltételezést támasztja alá.

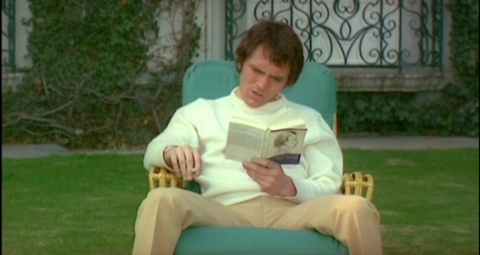
A titokzatos vendég (Terence Stamp)

Egy nagypolgári család egy napon táviratot kap, amely egy Vendég érkezését jelzi. Másnap a kerti székben már egy fiatal fiú ül, aki elmélyülten olvas. Cigarettájáról a hamu a nadrágjára szóródik. Emilia, a kertben dolgozó cselédlány áhítattal figyeli a fiút, s azonnal odarohan, hogy a hamut letisztogassa a fiatalember nadrágjáról. Aztán feldúltan a konyhába szalad, ahol a gázcsap megnyitásával megpróbál öngyilkosságot elkövetni. A fiú utánamegy, és megmenti. A szobájába viszi a nőt, aki szoknyája felhúzásával ajánlkozik fel számára. A villába újabb vendégek érkeznek, ezért a fiatalember egy szobába kerül a család fiával, Pietróval. A félszeg, vézna ifjú éjszaka a Vendég ágyához lopakodik, s megpróbálja lehúzni a takarót a meztelenül alvó fiúról, aki váratlanul felébred, de megértően viselkedik a szégyenkező Pietróval. Egy délután Lucia, az arisztokratikusan elegáns anya a fiú levetett ruháit simogatja. Amikor meglátja, hogy a Vendég hazafelé tart a sétájáról, gyorsan meztelenre vetkőzik a verandán, mintha napozna: a szótlan fiatalember elfogadja az anya felajánlkozását is. Paolo, az apa egyik éjjel meglátja a Vendéget Pietro ágyában. Visszatér a hálószobába, ahol szeretkezni akar Luciával, ám az asszony kedvetlenül viselkedik. Paolo ismeretlen okból beteg lesz, s elsősorban aggódó lánya, Odetta ül a betegágya mellett. A betegszobában megjelenik a Vendég, aki felolvas Paolónak, majd egyfajta gyógymódként a beteg lábait megemeli, és a saját vállaira teszi. Ezután a kertben látjuk mindhármójukat. Odetta fényképeket készít apjáról és a fiúról, akit a szobájába hív. A családi fotók megmutatása közben kerül sor a kettőjük közötti testi kapcsolatra. Később a fiatalembert már a teljesen felépült Paolóval látjuk, amint bizalmas autós kirándulást tesznek. Aztán váratlanul újabb távirat érkezik, s a Vendégnek távoznia kell. Egyenként vesz búcsút mindenkitől, de nem ő beszél, hanem a családtagok vallanak saját magukról, hogy milyen változást hozott életükbe a fiatalember. Emilia nem szavakkal, hanem egy kézcsókkal búcsúzik, és együtt viszik ki a fiú bőröndjeit a kocsihoz.

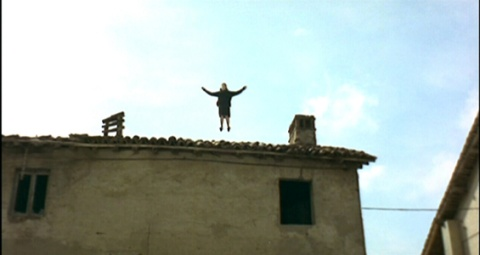
Emilia levitál (Laura Betti)

A Vendég távozása után Emilia is elhagyja a családot, és visszatér a szülőfalujába. Nem megy haza, hanem egy ház falánál leül egy padra, és szótlanul néz maga elé. A falusiak egyre többen, de csak messziről nézik a különös viselkedésű nőt. Közben a milánói villában Odetta azokat a fényképeket nézegeti, amelyeket ő készített a Vendégről. Aztán egy mérőszalag segítségével felméri a kert azon részét, ahol a fotók készültek. Végül lefekszik az ágyra, s görcsösen ökölbe szorítja a kezét. Nem mozdul, nem beszél. A családtagok és az orvos tehetetlenek, végül a mentők viszik el. Közben Emiliát a falusiak nagy tömege veszi körül. Egy apa a tífuszos kisfiát vezeti elé. Emilia behunyja a szemét – valószínűleg imádkozik –, keresztet vet, s megáldja a fiút, akiről eltűnnek a kiütések. Emiliát immár szentként tisztelik. Ő azonban visszautasítja a felajánlott ételt, csak a csalánból készített levest fogadja el. A film ezután Pietro sorsát mutatja be, aki elköltözött otthonról, műtermet bérelt, melyet anarchista jelszavakkal festett ki. A lázadástól azonban nem jut el az alkotásig: színes festékek egymásra öntögetésével hoz létre képeket, majd levizeli az egyik üres táblát, szimbolikusan beismerve ezzel művészi ambíciói csődjét. Lucia autós utazásokra indul. Utcán felszedett alkalmi partnerével egy lakásba megy, ahonnan szeretkezés után búcsú nélkül kilopódzik. Ezután már két fiút szed fel, s jobb híján az országút menti árokban szeretkezik egyikükkel. Hazafelé tartva meglát egy magányos templomot az út mentén. Bemegy, s a templomajtó becsukódik mögötte. Ezalatt Emilia újabb csodás jelenséget produkál: a háztető fölött lebeg. Utána gyászruhába öltözik, s anyja segítségével egy elhagyott helyen a földbe temeti magát: csupán a szemei maradnak szabadon. Könnyeiből vékonyka forrás keletkezik a talajon. Paolo, az apa a munkásoknak adja a gyárat. Aztán a pályaudvarra megy, ahol egy fiatal fiút figyel. Végül leveti ruháit, s meztelenül indul el az emberek között. Abba a pusztaságba jut, amelynek képe a film folyamán végigkísérte az alakját. Hiába mássza meg azonban a sivár buckákat, nem képes kijutni a sivatagból. Kimerülten terül el a földön, majd feltápászkodik, s karjait széttárva artikulátlan ordítással halad tovább.
|  | Itt a vége a cselekmény részletezésének! |

## Pasolini aTeorémáról

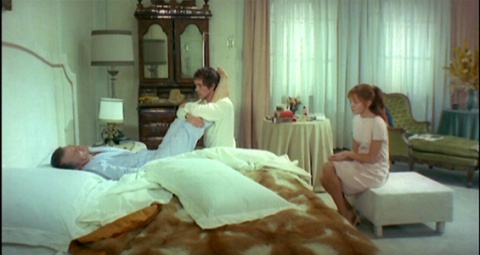
A Vendég gyógyít (Massimo Girotti, Terence Stamp és Anne Wiazemsky)

„Egy társadalmi struktúra hatékony rombolását az adott struktúra legkisebb egységének, leghomogénebb alkotóelemének rombolásával kell megkezdeni. Ez az egység: a család. A Teoréma esetében egy olasz nagyiparos család, amely lényegében az egész olasz burzsoáziát képviseli. A Teoréma azt dokumentálja, hogy ezt a társadalmi osztályt a történelem menthetetlenül és végérvényesen halálra ítélte.”
 (Filmvilág, 1968/22)
„A film egy milánói nagyiparos család, a neokapitalista társadalmi hierarchia egy jellegzetes csődjét, összeomlását ábrázolja. A családhoz látogatóba érkezik egy különös, titokzatos fiatalember – akinek neve nincs a filmben –, talán maga az Ótestamentum Istene. A család valamennyi tagja beleszeret, s ő magáévá teszi – biblikus értelemben: megszállja – őket, majd amikor eltávozik, valamennyien szenvednek a hiányától. Elindulnak megkeresni, visszaszerezni Istent, vagyis hitüket, életük értelmét. De mert a burzsoázia – a jelenlegi legretrográdabb osztály – képviselői, képtelenek erre, s csődbe jutnak. Egyedül a cselédlány találja meg az Istent szülőfalujában, a szegény parasztok közé visszatérve. Szent lesz és csodákat tesz, mert a szegény parasztok között még elevenen élnek azok a valódi érzések és ideálok, amelyeket az Isten szimbolizál.”

(Filmvilág, 1968/22)
„Egy olyan világban, amelyből immár minden metafizikus összetevő kiveszett, váratlanul és titokzatos körülmények között megjelenik az Igaz. A héber »megismerés« értelmében volt szükség arra, hogy a Vendég és a család tagjai között szexuális kapcsolat jöjjön létre: ebbe sűrűsödik a film minden jelképe és jelentése.”

## Érdekességek

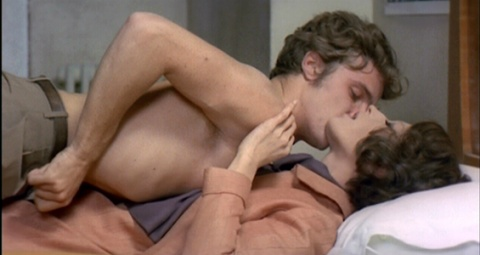
Lucia egyik alkalmi szeretőjével (Silvana Mangano és Carlo De Mejo)

- Pasolini 1965-ben kezdett el először foglalkozni a Teoréma elkészítésének gondolatával. Szinte egy időben egy másik filmterv (a későbbi Disznóól) is körvonalazódott elképzeléseiben. Eleinte verses drámát akart írni a Teorémából, de aztán úgy döntött, inkább a képek erejére bízva mondja el a történetet. Végül úgy érezte, mégiscsak szükséges egy szöveges változat is, amelyet a film forgatásával párhuzamosan írt. A könyvből jóval később Vörös Róbert írt drámát Holnap érkezem címmel, melyet Alföldi Róbert állított színpadra. A premier 2003. október 4-én volt a Szolnoki Szigligeti Színházban.
- A Teoréma más Pasolini-filmekhez hasonlóan szintén számos önéletrajzi motívumot tartalmaz. Ez a legnyilvánvalóbban Paolo, Lucia és Pietro karaktereinek bizonyos jellemzőiben nyilvánul meg.
- A forgatás 1968 márciusa és májusa között zajlott. A sivatagi jeleneteket az Etna mellett vették fel, akárcsak a Disznóól sivatagi képsorait. A sivatag többjelentésű szimbólum a Teorémában: a belső üresség képi megfelelőjeként a cselekmény során egyfajta „lelki sivatag”-ot szimbolizál, míg az apa meztelen bolyongásának képsoraiban az ősit, az archetipikusat, mindennek a kezdetét és végét jelképezi.
- Az apa meztelenre vetkőzése a mindentől való megszabadulás vágyát fejezi ki, aminek vallástörténeti megfelelője Assisi Szent Ferenc hasonló cselekedete. Szent Ferenccel ellentétben azonban az apa élete nem vesz új minőségi fordulatot, ruhái levetésével nem képes a létezés magasabb szintjére lépni, nem tud „szent”-té válni, szemben Emilia, a volt cselédlány „szent” megnyilvánulásaival.
- Akadnak olyan értelmezések, melyek szerint a Vendég alakja nem Istent, hanem a Sátánt szimbolizálja. E magyarázatok hívei arra hivatkoznak, hogy a család tagjainak szélsőséges viselkedése nem magyarázható meg az „Isten”-nel való kapcsolat következményeként.
- A Teoréma az első Pasolini-film, amely a polgári világ csődjét és felbomlásának szükségszerűségét tárja fel. Lényegében e folyamat más-más, szimbolikus fázisait mutatja be a rendező két későbbi filmje, a Disznóól (1969) és a Salò, avagy Szodoma 120 napja (1975).
- Terence Stamp azt nyilatkozta egy interjúban, amely a film 2007-ben megjelent angol DVD-változatán látható, hogy elsősorban azért vállalta el azonnal a szerepet a részletes forgatókönyv ismerete nélkül is, mert lázba hozta a lehetőség, hogy a gyönyörű Silvana Manganóval forgathat. Stamp egyébként akkoriban Olaszországban tartózkodott, ahol a Különleges történetek című szkeccsfilm Federico Fellini által rendezett epizódjának (Toby Dammit) főszerepét játszotta.
- Carlo De Mejo édesanyja, Alida Valli szerepelt Pasolini előző filmjében, az Oidipusz királyban (1967), akárcsak Silvana Mangano.
- Luigi Barbini kisebb szerepeket játszott Pasolini következő két filmjében is: Disznóól, Médea (1970).
- A film zenei anyagában Mozart Requiemje is szerepel.
- A film reklámszlogenje: „Csak 923 szó hangzik el a Teorémában, de azok mindent elmondanak.”
- A premiert követően a Vatikán hivatalos napilapja, a L’Osservatore Romano támadást intézett a film ellen. A püspöki kar által felállított bizottság minden hívőt eltanácsolt a mű megtekintésétől. Ezután az ügyészség betiltotta a filmet, és vádat emelt az alkotók ellen obszcenitás és a keresztény emberek érzékenységének megsértése miatt. Az eljárás 1968. szeptember 13-án, néhány nappal a premier után már megkezdődött, és 1969. november 21-én zárult le.
- A filmet két ízben is feldolgozták, meglehetősen szabadon. A Dallas Dollban (1994) Sandra Bernhard lényegében Terence Stamp egykori szerepét játszotta. Takashi Miike Bijitâ Q (2001) című bizarr alkotása szintén a Teoréma alapötlete nyomán készült, és vizuális szempontból lényegesen sokkolóbb, mint Pasolini filmje.

## Főszereplők
- Silvana Mangano (Lucia, az anya)
- Massimo Girotti (Paolo, az apa)
- Terence Stamp (a Vendég)
- Laura Betti (Emilia, a cselédlány)
- Anne Wiazemsky (Odetta, a lány)
- Andres José Cruz Soublette (Pietro, a fiú)
- Ninetto Davoli (Angelino, a postásfiú)
- Carlo De Mejo (Lucia alkalmi szeretője)
- Adele Cambria (a másik cselédlány)
- Luigi Barbini (fiú az állomáson)
- Cesare Garboli (a riporter)
- Ivan Scratuglia
- Alfonso Gatto (az orvos)
- Susanna Pasolini (Emilia anyja)

## Díjak és jelölések

### Velencei filmfesztivál
- 1968 Volpi-kupa Laura Bettinek (a legjobb színésznő)
- 1968 OCIC-díj
- 1968 Arany Oroszlán-jelölés